# Mauá
Mauá (AFI: [maˈwa]) é um município da Região Metropolitana de São Paulo, no estado de São Paulo, no Brasil. Pertence à região do ABC Paulista, na Zona Sudeste da Grande São Paulo, em conformidade com a lei estadual nº 1.139, de 16 de junho de 2011 e, consequentemente, com o Plano de Desenvolvimento Urbano Integrado da Região Metropolitana de São Paulo (PDUI). A densidade demográfica é de 6 753,01 habitantes por quilômetro quadrado. Porém a densidade urbana é bem maior, já que um terço do município é área industrial e 10% pertence à área rural e ao Parque Estadual da Serra do Mar. Em 2014, era o 20° município do estado em produto interno bruto. Com 418.261 habitantes (Censo 2022), Mauá é o 15° município mais populoso do estado de São Paulo, e o 57° município mais populoso do Brasil.

## Toponímia
O tupinólogo Eduardo de Almeida Navarro sugere que o topônimo "Mauá" pode provir de "Magûeá", que era o nome de uma aldeia tamoia que se localizava na baía de Guanabara no Século XVI. Originalmente, o nome "Mauá" designava uma área onde hoje situa-se o bairro de Mauá, em Magé, onde Irineu Evangelista de Souza construiu um grande porto. O imperador dom Pedro II, reconhecendo a importância da obra, nomeou-o barão de Mauá.
Na criação do distrito de Mauá, durante o processo de emancipação, o nome "Mauá" passou a designar a estação local e o povoado que surgiu ao seu redor em substituição ao antigo "Pilar", que fazia referência ao Caminho do Pilar (antigo nome da Avenida Barão de Mauá), que ligava a vila de São Bernardo à Capela de Nossa Senhora do Pilar, em Ribeirão Pires.

## História

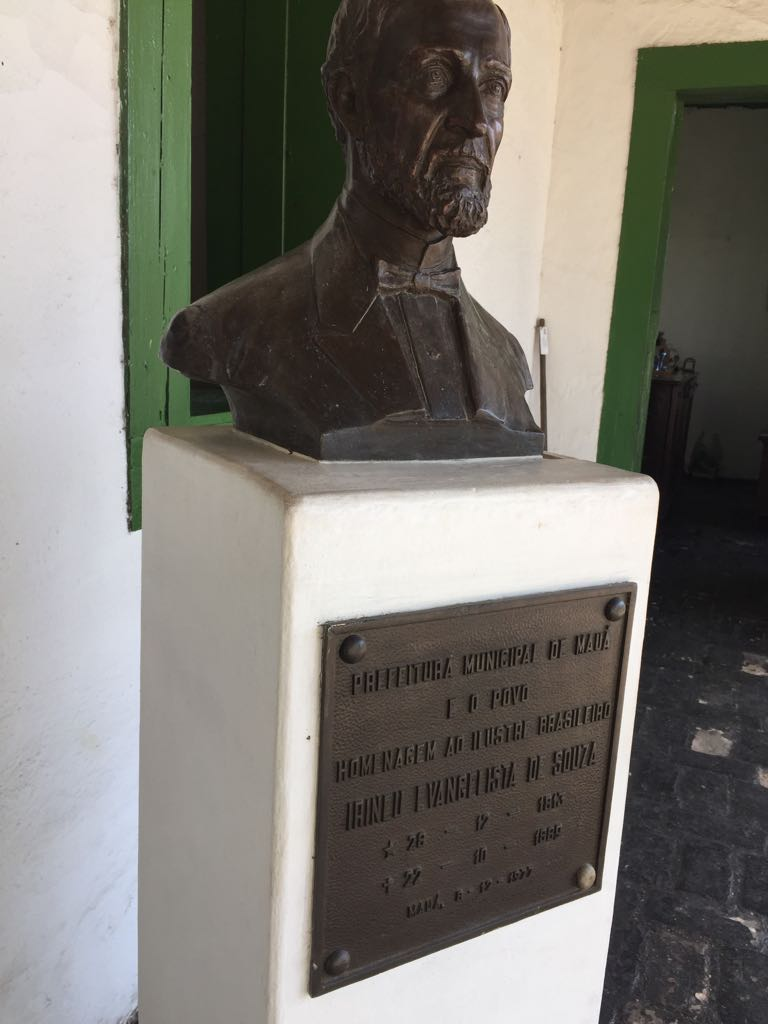
Busto de Irineu Evangelista de Souza, o Barão de Mauá

Quando houve, por parte dos portugueses, a primeira expedição a avançar para o interior do continente brasileiro (até então, a exploração se restringia ao litoral), ainda em meados do Século XVI, a qual saiu de São Vicente e chegou até as tribos indígenas de Piratininga, na confluência dos rios Tamanduateí, Anhangabaú e Tietê, o percurso utilizado foi o Caminho do Peabiru: mais exatamente, a Trilha dos Tupiniquins, a qual atravessava o território da atual Mauá, em um traçado ancestral e muito próximo da atual Avenida Barão de Mauá. João Ramalho, o qual fundou a Vila de Santo André original em 1553, tomou posse de muitas terras que hoje fazem parte do território mauaense.
No Século XVIII, a região era conhecida como Cassaquera, um nome indígena que significa "Cercados Velhos" ou "Cercado dos Velhos". Mais tarde, a antiga Trilha dos Tupiniquins tornou-se o Caminho do Pilar, uma vez que levava até a Capela Nossa Senhora do Pilar, fundada em 1714, localizada onde hoje fica Ribeirão Pires. Do nome da estrada, surgiu a nova denominação local: Pilar.
Apesar de haver alguns moradores na região, só houve progresso local relevante a partir da construção, por parte da São Paulo Railway, da Ferrovia Santos-Jundiaí, a qual foi inaugurada em 1867. Irineu Evangelista de Souza, o Barão de Mauá, mais tarde elevado a Visconde de Mauá, grande empreendedor no comando desse projeto ferroviário, que chegou a ter grandes propriedades na região, adquirindo a Fazenda Bocaina do capitão João José Barboza Ortiz. O crescimento da agora Vila do Pilar levou a São Paulo Railway a inaugurar a estação de trem Pilar em 1º de abril de 1883. Um núcleo populacional surgiu e cresceu em volta da estação pelas décadas seguintes. Em 1926, a estação ferroviária teve o nome alterado para Mauá em homenagem ao ilustre empreendedor e construtor da ferrovia. Assim, o então bairro de Pilar, pertencente ao antigo município de São Bernardo, foi mudado para Mauá. Com o Decreto-lei Estadual nº 6 780, de 18 de outubro de 1934, Mauá foi elevada a distrito, ainda pertencente a São Bernardo. Com o Decreto-lei Estadual nº 9775, de 30 de novembro de 1938, foi recriado o município de Santo André, passando o distrito de Mauá a pertencer ao novo município.
O distrito cresceu, mas boa parte da população considerava o local quase abandonado pela Prefeitura de Santo André. Surgiu, assim, a partir de 1943, o Movimento Emancipacionista, liderado por Egmont Fink. Em 22 de novembro de 1953, foi realizado um plebiscito com os moradores locais para que eles escolhessem pela emancipação local ou não. A maioria votou a favor, e a Lei Estadual nº 2 456, de 30 de dezembro de 1953, decretou a emancipação e surgimento do Município de Mauá. A instalação de fato do novo município e administração autônoma se deu a partir de 1º de janeiro de 1954. Os vereadores, no entanto, decidiram, por votação na Câmara Municipal, que a Data Magna da cidade de Mauá seria 8 de dezembro, dia da Imaculada Conceição de Nossa Senhora, padroeira da cidade,a quem foi consagrado um santuário (Santuário da Imaculada Conceição) pelas mãos do bispo Dom pedro,no bairro matriz de Mauá.

## Geografia

### Hidrografia
A cidade tem como característica hidrográfica especial não ser cortada por nenhum curso d'água proveniente de outro município, visto que, devido à altitude elevada, todos os cursos d'água que cortam o território de Mauá nascem na cidade. No município, nasce o Rio Tamanduateí, o terceiro maior afluente do Rio Tietê na Grande São Paulo e ainda o Rio do Oratório e os rios Pinheirinho e Guaió. Os cursos d'água mais importantes em trecho urbano são o Córrego Taboão, o Córrego Corumbé e o Córrego Capitão João (sob o qual está a Praça XXII de Novembro). Devido à ocupação desordenada das várzeas, muitos trechos antes alagadiços que funcionavam como absorvedores do excesso de água das chuvas foram aterrados e a cidade, hoje, tem vários pontos sob forte risco de enchentes. A situação foi amenizada com a construção de quatro piscinões pelo governo do Estado em parceria com a Prefeitura entre os anos de 1998 e 2002. Um no Parque do Paço para o Córrego Taboão, um no Jardim Zaíra para o Córrego Corumbé, um no Jardim Sônia Maria para o Rio Oratório e um no Bairro Capuava para o próprio Rio Tamanduateí (este último é o maior da América Latina). Porém, devido à falta de manutenção, ao excesso de lixo e ao assoreamento, os piscinões não conseguem conter, com eficiência total, o risco de enchentes.
Além da ocupação desordenada, a falta de redes de esgoto e de tratamento de resíduos faz com que os cursos d'água urbanos da cidade estejam completamente poluídos.
A partir de 2017 a cidade de Mauá viveu sua pior crise hídrica. Em janeiro de 2018, o Repórter Diário publicou matéria indicando mais 5 dias sem água na grande maioria dos bairros da cidade. Como motivos para essa crise além da dívida com a SABESP, a rede de Mauá lidera a taxa de perda de água, mas a SAMA (Saneamento Básico do Município de Mauá) não se pronunciou sobre o assunto.

### Vegetação
O município, devido à grande variação de altitude, possui um vasto espectro de paisagens naturais, embora grande parte tenha sido transformada pela ocupação humana. As encostas dos morros eram, originalmente, ocupadas por uma exuberante vegetação de Mata Atlântica, embora já misturada com espécies do Planalto Paulista e com araucárias típicas do clima de altitude. Na cidade, as áreas de Mata Atlântica mais preservadas são as áreas de mananciais, o Tanque da Paulista, o Parque Ecológico Santa Luzia e as encostas do Guaraciaba. As várzeas eram de modo geral cobertas por juncos e taboas, plantas típicas de áreas alagadiças e pantanosas. Atualmente, apenas o Córrego Taboão possui vegetação original em ambiente urbano, mas deverá perder boa parte dela, devido às obras de retificação para a ligação com o Rodoanel. Os vales dos rios Guaió e Pinheirinho na região de Capiburgo estão ainda com essa vegetação, apesar da crescente favelização local. Os picos dos morros, principalmente os mais elevados, eram cobertos por gramíneas e vegetações ralas. Atualmente, o maior representante é o Morro Pelado, que leva esse nome pela vegetação muito baixa que o cobre.

### Clima
O município localiza-se a 818 metros acima do nível do mar, no limite entre a Serra do Mar e o planalto. Em decorrência disso, o clima da cidade é considerado subtropical, com temperatura média durante o ano em torno dos 18 graus Celsius, raramente ultrapassando os 30 graus Celsius no verão. No inverno, a média é de 9 a 14 graus Celsius.
| Dados climatológicos para Mauá | Dados climatológicos para Mauá | Dados climatológicos para Mauá | Dados climatológicos para Mauá | Dados climatológicos para Mauá | Dados climatológicos para Mauá | Dados climatológicos para Mauá | Dados climatológicos para Mauá | Dados climatológicos para Mauá | Dados climatológicos para Mauá | Dados climatológicos para Mauá | Dados climatológicos para Mauá | Dados climatológicos para Mauá | Dados climatológicos para Mauá |
| Mês                            | Jan                            | Fev                            | Mar                            | Abr                            | Mai                            | Jun                            | Jul                            | Ago                            | Set                            | Out                            | Nov                            | Dez                            | Ano                            |
| ------------------------------ | ------------------------------ | ------------------------------ | ------------------------------ | ------------------------------ | ------------------------------ | ------------------------------ | ------------------------------ | ------------------------------ | ------------------------------ | ------------------------------ | ------------------------------ | ------------------------------ | ------------------------------ |
| Temperatura máxima média (°C)  | 25                             | 25                             | 24,3                           | 22,6                           | 20,9                           | 19,8                           | 19,3                           | 20,1                           | 21                             | 21,8                           | 22,9                           | 24                             | 22,2                           |
| Temperatura média (°C)         | 20,6                           | 20,6                           | 19,9                           | 18                             | 16,1                           | 14,7                           | 14,1                           | 14,9                           | 16                             | 17,3                           | 18,4                           | 19,6                           | 17,5                           |
| Temperatura mínima média (°C)  | 16,2                           | 16,3                           | 15,6                           | 13,5                           | 11,3                           | 9,6                            | 8,9                            | 9,8                            | 11,1                           | 12,8                           | 14                             | 15,2                           | 12,9                           |
| Precipitação (mm)              | 249                            | 238                            | 211                            | 108                            | 75                             | 63                             | 52                             | 59                             | 102                            | 166                            | 153                            | 217                            | 1 693                          |
| Fonte: Climate-Data.org        |                                |                                |                                |                                |                                |                                |                                |                                |                                |                                |                                |                                |                                |

### Relevo

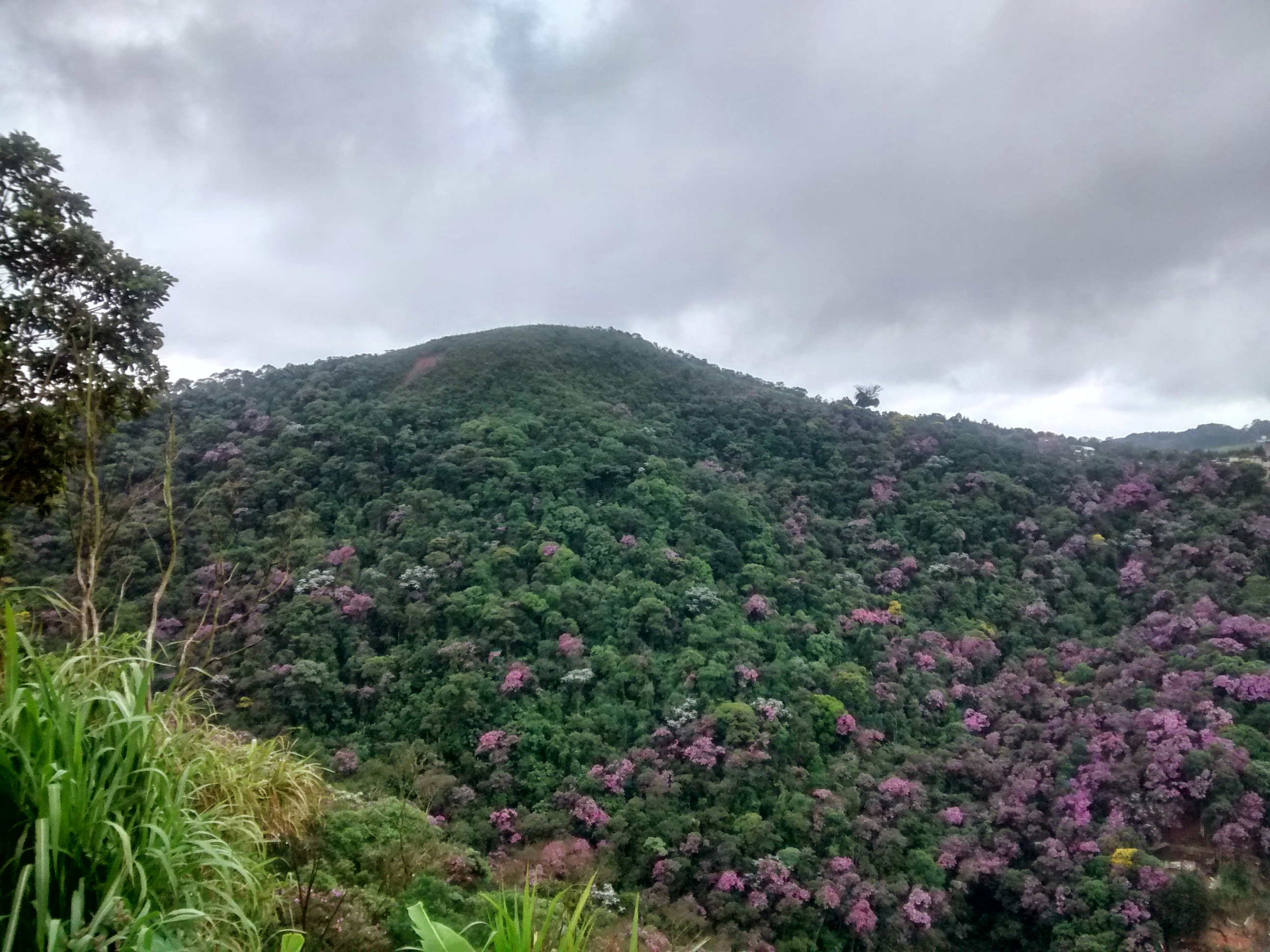
Vegetação típica da Mata Atlântica na região do Jardim Zaíra.

A paisagem mauaense é dominada pela formação de morros e picos íngremes, típicos da Serra do Mar e por profundos vales alagadiços, hoje na grande maioria aterrados e ocupados de forma desordenada, o que justifica a alta incidência de enchentes. Somente a região do vale do Rio Tamanduateí, no bairro Capuava, é tipicamente plana. Relatos históricos descrevem o local como sendo onde os primeiros bandeirantes, vindos de São Vicente, avistaram o planalto paulista e deram à região o nome de Borda do Campo, por fazer transição entre a Serra do Mar e o Planalto Paulista. O ponto mais alto da cidade é o Morro Pelado, com 867 metros de altitude (o terceiro mais alto da Grande São Paulo), porém, a cidade é em média a mais alta da região metropolitana, devido à carência de áreas planas.

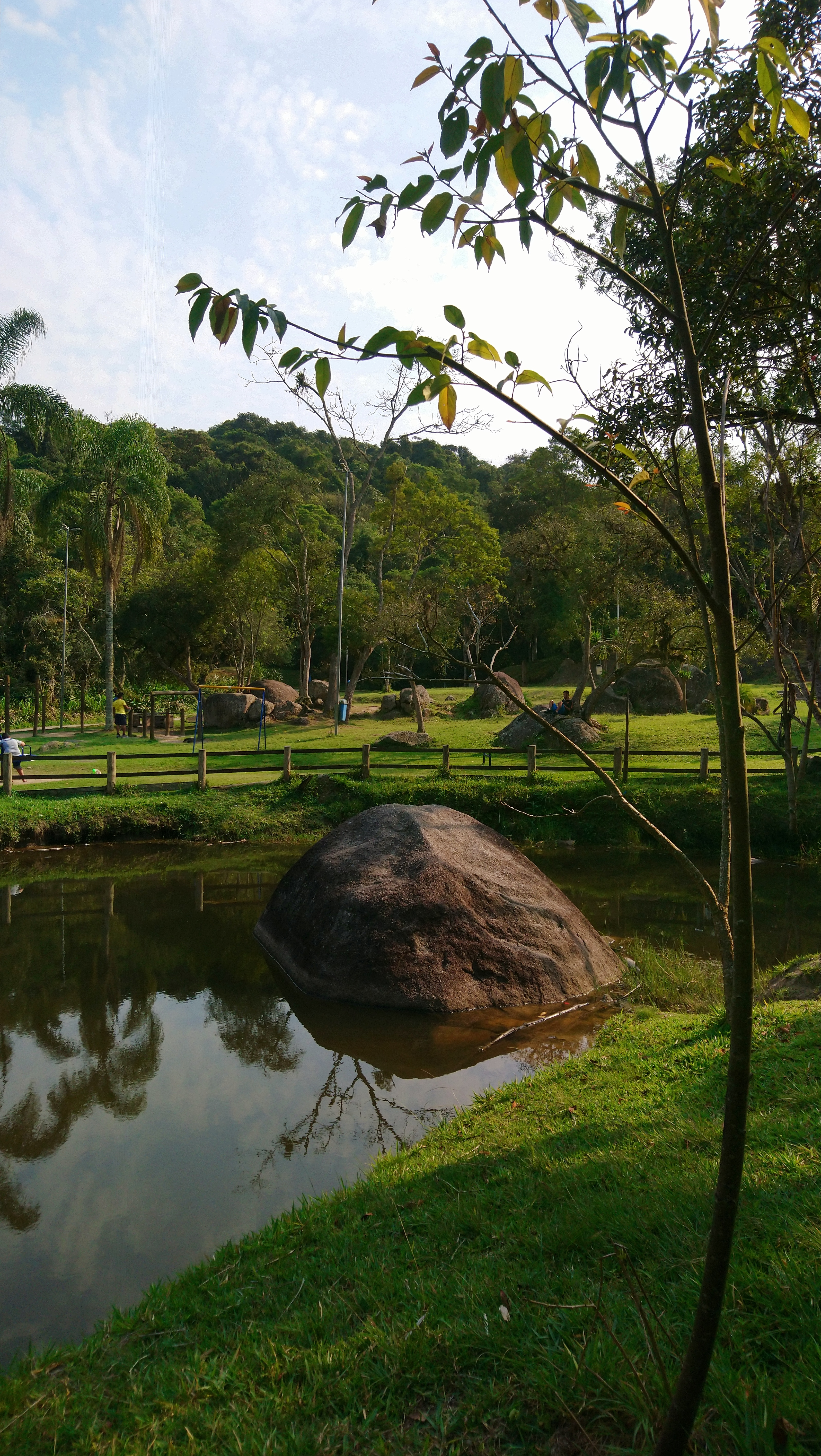
O Parque Ecológico Gruta Santa Luzia preserva remanescente da mata Atlântica,abriga pequenos mamíferos, aves e répteis,e é lá que se encontra a nascente do Rio Tamanduateí.

## Demografia

### População
| Crescimento populacional                             | Crescimento populacional | Crescimento populacional | Crescimento populacional |
| Ano                                                  | População Total          |                          | %±                       |
| ---------------------------------------------------- | ------------------------ | ------------------------ | ------------------------ |
| 1958                                                 | 20 148                   |                          | —                        |
| 1960                                                 | 28 924                   |                          | 43,6%                    |
| 1970                                                 | 101 700                  |                          | 251,6%                   |
| 1980                                                 | 205 736                  |                          | 102,3%                   |
| 1991                                                 | 294 998                  |                          | 43,4%                    |
| 2000                                                 | 363 392                  |                          | 23,2%                    |
| 2010                                                 | 417 064                  |                          | 14,8%                    |
| 2022                                                 | 418 261                  |                          | 0,3%                     |
| Est. 2024                                            | 429 380                  | [ 16 ]                   | 2,7%                     |
| Fontes: Censos Demográficos IBGE e Estimativas SEADE |                          |                          |                          |

### Dados demográficos
Grande parte da população descende de migrantes do Nordeste, mas também de imigrantes italianos, alemães, ucranianos, espanhóis e japoneses.

### Religião
Segundo o censo brasileiro de 2022, a composição religiosa da cidade era de 45,84% católicos, 33,47% evangélicos ou protestantes, 1,58% espíritas, 1,12% umbandistas ou candomblecistas, 0,01% religião tradicional, 7,01% outras religiões, 10,85% irreligiosos, 0,0% desconhecidos e 0,11% não declarados.

## Política e administração
Historicamente, a esquerda política é bastante influente na política mauaense. Ainda na década de 1940, a população local elegeu o comunista Ennio Brancalion (PCB) como seu representante na Câmara de Vereadores de Santo André e contribuiu para a vitória de Armando Mazzo (PCB) tornando-o o primeiro comunista eleito prefeito na história do Brasil. Na primeira metade do Século XX a população de Mauá era predominantemente operária e pobre, tendo preterido na primeira eleição para Prefeito em 1954 o líder emancipacionista Egmont Fink (PSP), coligado à União Democrática Nacional, de vertente conservadora, para eleger Ennio Brancalion (agora no Partido Trabalhista Brasileiro de Getúlio Vargas), que sequer participara do movimento emancipacionista, e Élio Bernardi, que fora contrário à emancipação, para vice-prefeito.
Durante a Ditadura Militar Brasileira, a Aliança Renovadora Nacional, o partido de apoio ao regime, dominou tanto o Executivo quanto o Legislativo. Amaury Fioravanti (MDB) quebrou a hegemonia da ARENA elegendo-se prefeito em 1972. A partir dessa eleição, e durante todas as décadas de 1970 e 1980, a política mauaense passou a viver uma disputa polarizada em duas correntes principais: os Damistas, de Leonel Damo e seus apoiadores, como José Carlos Grecco; e o grupo de Amaury Fioravanti, com outros grupos menos influentes em paralelo.
Após a redemocratização, o Partido dos Trabalhadores passou a polarizar a política da cidade com o Damismo. Os principais expoentes do PT no município são o ex-prefeito Oswaldo Dias e o deputado estadual e prefeito eleito em 2012 Donisete Braga. O ex-prefeito Leonel Damo foi figura central do grupo conservador da cidade, e após sua aposentadoria política alçou a filha, a deputada Vanessa Damo, como sua herdeira política. Ao longo de sua trajetória de oposição ao petismo, a família Damo contou com o apoio dos ex-prefeitos José Carlos Grecco e Amaury Fioravanti (que se aliou ao Damismo após a ascensão do PT na cidade).
A forte polarização política na cidade entre esses dois grupos torna difícil o sucesso de qualquer tentativa de consolidação de uma terceira via. Em 1996, o então vereador Paulo Bio (PMDB) foi o 3º mais votado com cerca de 15% dos votos. Em 2000, outro vereador, Cincinato Freire (PL), obteve 14% dos votos. Na eleição de 2004, Chiquinho do Zaíra (PSB), exaltando o apoio de Fioravanti, conquistou 10% dos votos. Nesse ano, Atila Jacomussi (PPS) conquistou 14% dos votos. Mas o maior sucesso foi o do ex-prefeito interino Diniz Lopes (PSDB): nas eleições de 2008 obteve 23% dos votos e quase tirou de Chiquinho a vaga no segundo turno contra Oswaldo Dias. Entretanto, o hoje novamente filiado ao Partido Liberal sofreu com o desgaste de ter sua candidatura impugnada nas eleições de 2010 e 2014.
Oswaldo Dias é o político mauaense que mais tempo ficou a frente do comando da Prefeitura: foram 12 anos no comando do executivo municipal (entre 1997-2004 e 2009-2012).
Mauá, apesar de jovem enquanto emancipada, tem um histórico de situações conturbadas em sua política local. O ex-prefeito Edgard Grecco sofreu um processo de impeachment movido pela Câmara de Vereadores em 1965, sendo deposto do cargo. Já na sucessão de 2004, a candidatura do candidato favorito à Prefeitura, Márcio Chaves Pires, foi cassada na véspera do segundo turno pela juíza eleitoral municipal Ida Inês del Cid. A eleição não foi realizada, o presidente da Câmara Municipal, Diniz Lopes dos Santos se tornou um "prefeito-tampão" por quase um ano, enquanto a candidatura de Márcio Chaves era julgada em várias instâncias. Por fim, o Ministro do Supremo Tribunal Federal, Eros Graus, cassou em definitivo sua candidatura, e a juíza Ida Inês decidiu pela nulidade dos votos recebidos por ele, e pela eleição de Leonel Damo, sem a realização do segundo turno.
Na Câmara dos Deputados, o histórico dos candidatos a ocupar uma cadeira em Brasília estão o ex-prefeito José Carlos Grecco (PMDB), eleito deputado constituinte em 1988 e Wagner Rubinelli que assumiu o posto em 2002, com a ascensão do titular Ricardo Berzoini como ministro do então presidente Luiz Inácio Lula da Silva. Hélcio Silva, então vice-prefeito de Donisete Braga, assumiu em agosto de 2013 o cargo de deputado federal, no lugar de Valdemar Costa Neto, condenado no julgamento do mensalão e que renunciou ao cargo ao ter sua prisão decretada pelo Supremo Tribunal Federal. Já na Assembleia Legislativa, o histórico é ligeiramente mais amplo: o ex-prefeito Leonel Damo foi eleito em 1990 (deixou o cargo em 1992 para concorrer como vice de Grecco); o vereador Clóvis Volpi conquistou uma cadeira em 1994 pelo PSDB; Donisete Braga assumiu como suplente em 2000 e foi reeleito em 2002, 2006 e 2010 (deixou o cargo no final de 2012 para assumir a Prefeitura) e Vanessa Damo foi eleita em 2006 pelo PV como a mais jovem parlamentar do país e reeleita em 2010 e 2014 já no PMDB.
Em 2020 o Partido dos Trabalhadores (PT) volta novamente ao comando da cidade, que elegeu Marcelo Oliveira (PT) por uma curta vantagem sobre seu adversário e em 2024 pela primeira vez em 24 anos um prefeito é reeleito na cidade, desta vez com ampla vantagem o Partido dos Trabalhadores representado por Marcelo oliveira vence as eleições, garantindo ao atual mandatário mais 4 anos no poder.

## Subdivisões

### Regiões de Planejamento (RP's)
O Planejamento e a Gestão desenvolvidos pela Administração Municipal baseiam-se na divisão do Município de Mauá em catorze regiões de planejamento - RP, parte integrante do Plano Diretor desde 1998, sofrendo algumas alterações em 2007. As RP’s são:
| RP | Nome                                  | Bairros |
| -- | ------------------------------------- | --- |
| 1  | Centro                                | Centro, Bairro da Matriz, Bairro Bocaina, Vila Guarani, Vila Ana Maria, Vila Fausto Neves Morelli, Vila Alice e Vila Dirce; |
| 2  | Sertãozinho                           | Vila Carlina, Loteamento Industrial Coral e Sítio Sertão; |
| 3  | Parque São Vicente                    | Parque São Vicente, Jardim Araguaia, Parque das Orquídeas, Jardim Itrapoã, Jardim Isabella e Vila João Ramalho; |
| 4  | Vila Assis / Vila Vitória / Guapituba | Vila Assis Brasil, Jardim Anchieta, Jardim Guapituba, Jardim Idel, Jardim Primavera, Vila Mercedes, Jardim São Jorge do Guapituba, Jardim Camila, Vila Isabel, Vila Morelli, Jardim Pedroso, Jardim Haydée, Jardim Pilar, Vila Nossa Senhora das Vitórias e Jardim São Judas; |
| 5  | Capuava                               | Bairro Capuava (incluindo Polo Petroquímico); |
| 6  | Sônia Maria                           | Jardim Sônia Maria e Jardim Silvia Maria; |
| 7  | Magini / Oratório / Nova Mauá         | Jardim Oratório, Vila Santa Cecília, Jardim Rosina, Parque Rosalinda, Jardim Paranavaí, Vila Nova Mauá, Jardim Cerqueira Leite, Jardim Ipê, Vila Nova Canaã e Vila Magini; |
| 8  | Zaíra                                 | Jardim Zaíra, Jardim Alto da Boa Vista, Vila Pereira, Vila Maria José, Vila Coronel Pires, Vila Abdouni e Parque Boa Esperança; |
| 9  | Parque das Américas                   | Parque das Américas, Vila Flórida, Vila Santa Rosa, Jardim Salgueiro, Jardim Brasília, Vila Cláudia, Vila Correia, Jardim Rosinelli, Vila Otávio Miniguinni, Vila Bocaina, Vila Augusto e Jardim Santa Lídia; |
| 10 | Itapark                               | Jardim Mauá, Jardim Miranda d’Aviz, Vila Independência, Vila Falchi, Vila Batoni, Sítio Bocaina, Jardim Nóbrega, Vila Emílio, Jardim Campo Verde, Jardim Eliana, Jardim Bocaina, Vila São Francisco, Vila N. Sra. de Fátima, Vila N. Sra. de Aparecida, Jardim Bela Vista, Jardim Bógus, Jardim Aracy, Jardim Cecília Tereza, Jardim Itapark e Parque Jaguary |
| 11 | Feital                                | Vila Lisboa, Sítio Feital, Jardim Agatti, Jardim Cruzeiro, Jardim São Gabriel, Jardim Columbia, Chácara Maria Aparecida, Chácara Maria Francisca, Sítio Bela Vista, Jardim Taquarussu, Jardim Itaussu, Núcleo Sampaio Vidal (parte) e Vila Feital; |
| 12 | São João / Maringá                    | Parque dos Bandeirantes, Jardim Maringá, Jardim Maria Eneida, Jardim Olinda, Jardim Nilza Miranda, Jardim Ingá, Núcleo Pajussara, Jardim Canadá, Vila Ana, Jardim Cleide, Jardim Santana, Cidade Kennedy, Jardim São Luiz, Jardim Bom Recanto, Jardim Estrela, Jardim São João, Jardim São Miguel, Vila São Roberto, Jardim Paulista, Jardim Sílvia, Vila São José, Vila Sônia, Jardim Cinerama, Parque Centenário, Jardim Centenário, Parque Centenário II, Núcleo Cincinato Braga, Parque Alvorada e Vila São João; |
| 13 | Itapeva                               | Jardim IV Centenário, Jardim Esperança, Jardim Adelina, Jardim Santista, Jardim Planalto, Vila Tavares, Jardim Luzitano, Jardim Nossa Terra, Jardim Hélida, Jardim Éden, Jardim Elizabeth, Jardim São Sebastião, Vila Real, Jardim Camargo, Parque Pilarópolis, Recanto Vital Brasil (parte), Núcleo Sampaio Vidal (parte) e Jardim Itapeva; |
| 14 | Mananciais                            | Núcleo Sampaio Vidal (parte), Núcleo Dr. Carlos de Campos, Chácara Santa Tereza, Chácara São Brás, Chácara São Lúcido e Recanto Vital Brasil (parte); |

## Economia
No passado, as fábricas de porcelana, como a Porcelana Schmidt, eram o grande foco da economia local, o que deu à cidade os apelidos de "Capital da louça e da cerâmica" ou "Capital da porcelana", porém atualmente uma destas grandes fábricas fechou e a outra mudou de estado. Atualmente, há vários ramos de atividade econômica na cidade, como logística, metalurgia, indústria química, de materiais elétricos e petroquímica. Existem dois polos industriais (Capuava e Sertãozinho) e um grande polo petroquímico, onde está localizada a refinaria da Petrobras, a Refinaria de Capuava. Estes polos transformaram Mauá em um dos maiores parques industriais do país. As inaugurações do Trecho Sul do Rodoanel e do prolongamento da Avenida Jacu-Pêssego/Nova Trabalhadores geraram a expectativa da retomada do crescimento da atividade industrial, que, atualmente, sofre com o estrangulamento da malha viária e com sua crônica falta de manutenção.
Um dos principais polos industriais é Associação Condomínio Industrial Barão de Mauá (ACIBAM), um dos pioneiros na cidade. Atualmente, a ACIBAM conta com 80 empresas instaladas de diversos ramos de atividades, gerando empregos para aproximadamente 6000 pessoas. Outras empresas com sede ou filial no município de Mauá são: BRK Ambiental (coleta, afastamento e tratamento de esgoto), Dixie Toga (filmes em alumínio), Grecco Transportes (logística), CGE (metalúrgica), Petrobrás (refino de petróleo, nitrogenados e gás de cozinha), Ultragaz (gás de cozinha), Bandeirante Química (derivados de petróleo), Saint-Gobain (vidros para construção civil e linha automotiva), Liquigás (gás de cozinha), Copagaz (gás de cozinha), Braskem (polietileno), Vitopel (resinas petrolíferas para fabricação de papel e celulose), Chevron-Oronite (derivados de petróleo), Oxiteno-Ultra (gases derivados de petróleo exceto GNV), Firestone (pneus), Akzo Nobel-Tintas Coral (pigmentos), Lipos (parafusos), Magneti Marelli (antiga Cofap) (metalurgia e peças automotivas), Polimetri (estampados e metalurgia), Tupy (metalurgia), ALMAN (metalúrgica em alumínio), Multibrás-Brastemp (componentes para eletrodomésticos), Líder Brinquedos, Lara Ambiental (coleta e logística de resíduos sólidos), Goodyear Gatorback (borrachas para maquinário pesado e caminhões), Lincoln Electric-Harris (Materiais para solda) entre outras.

## Infraestrutura

### Comunicações

#### Telefonia
O sistema de telefones automáticos foi inaugurado na cidade em 1958 pela Companhia Telefônica da Borda do Campo (CTBC), empresa subsidiária da Telecomunicações de São Paulo (TELESP) a partir de 1973, que também implantou o sistema de discagem direta à distância (DDD) em 1973 com o código de área (011).

### Transportes

#### Ferroviário

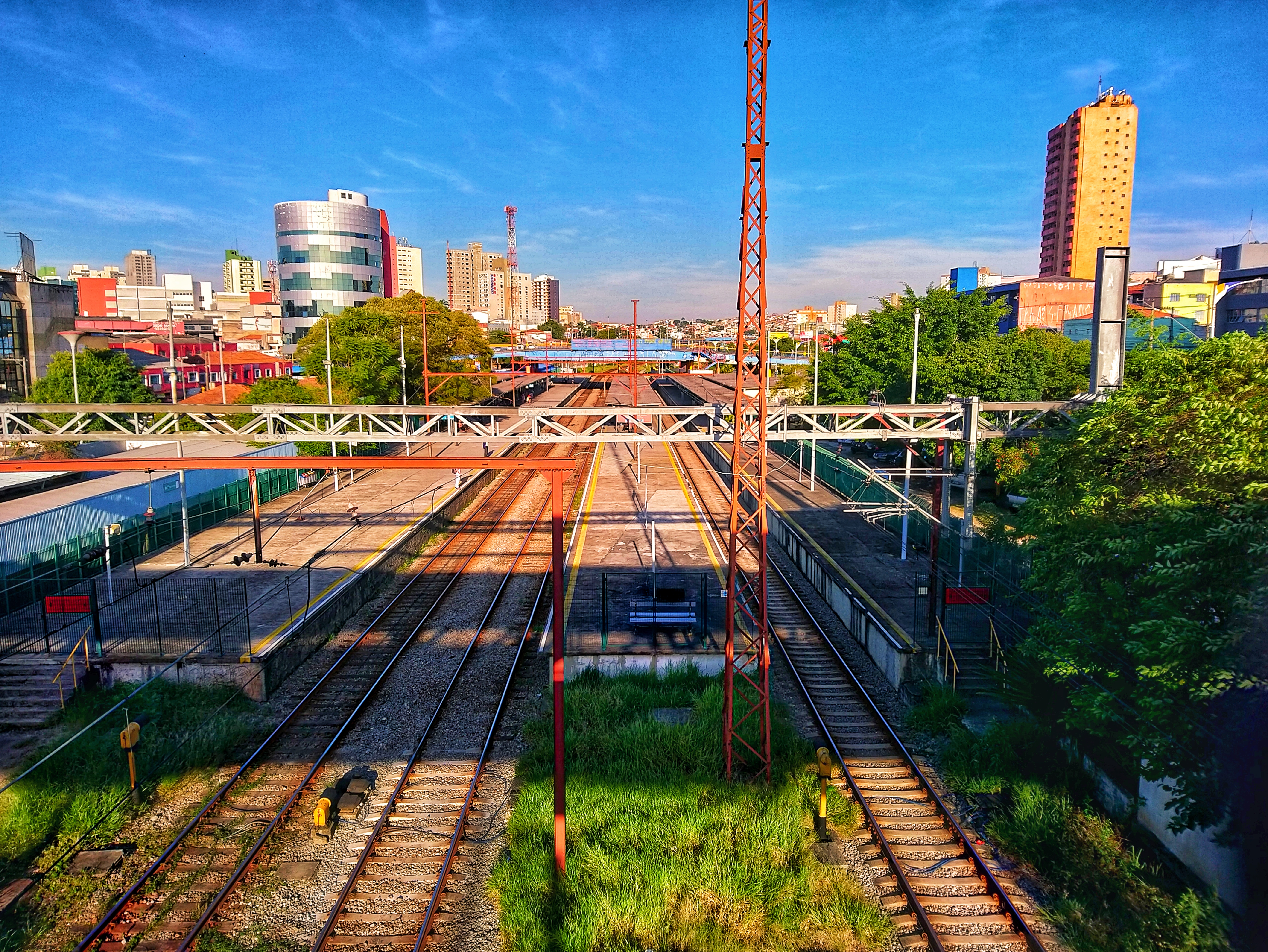
Vista das plataformas da estação Mauá

O município é servido pelos trens da Linha 10–Turquesa do Trem Metropolitano, com as estações:
- Capuava;
- Mauá;
- Guapituba;

A linha liga Mauá à cidade de São Paulo, e a outras cidades da região do ABC. Tem interligação com a linha 2–Verde do Metrô na Estação Tamanduateí, 3–Vermelha do Metrô e linhas 11–Coral e 12–Safira do Trem Metropolitano, na Estação Brás. Pela Estação Mauá, é possível ter acesso ao terminal de ônibus municipais da cidade, mas sem a possibilidade de transferência gratuita entre trem e ônibus.

#### Viário
O sistema viário mauaense conta com ônibus municipais da empresa Suzantur Mauá e intermunicipais geridas pela Empresa Metropolitana de Transportes Urbanos de São Paulo (EMTU) e operadas pela Next Mobilidade.

### Vias

#### Rodovias
- Rodoanel Mário Covas
- SPA-086/021

### Vias arteriais
Entendem-se, como vias arteriais, os principais corredores viários do município de Mauá, sendo eles vias de intenso fluxo de veículos e transporte coletivo. São vias pavimentadas e eixos de ligação entre principais pontos da cidade:
- Avenida Papa João XXIII - Liga o Polo Industrial de Sertãozinho e SPA 086/021 ao centro da cidade;
- Avenida Oscar Niemeyer -[35] (Jacu-Pêssego) - Ligação entre a SPA 086/021 ao município de São Paulo (até a Rodovia Ayrton Senna e GRUAirport - Aeroporto Internacional Gov.André Franco Montoro, em Guarulhos);
- Avenida João Ramalho - Principal ligação entre as cidades de Santo André e Mauá;
- Avenida Alberto Soares Sampaio - Ligação entre o Polo Industrial Capuava ao centro da cidade;
- Avenida Ayrton Senna da Silva - Ligação entre os bairros Sônia Maria e Oratório ao centro de Mauá, corredor alternativo aos distritos paulistanos de São Mateus e Sapopemba;
- Avenida Antônia Rosa Fioravanti - Ligação entre a região central aos bairros das regiões norte e leste da cidade, continuação do corredor oriundo da Avenida do Estado, marginal do Rio Tamanduateí;
- Avenida Capitão João - Principal ligação entre as cidades de Mauá e Ribeirão Pires;
- Estrada Adutora do Rio Claro - Ligação alternativa entre os bairros da região norte da cidade (Vila Magini, Nova Mauá, Jardim Paranavaí) ao município de São Paulo (região Parque São Rafael)
- Avenida Barão de Mauá - Principal corredor interbairros da cidade, possuindo cerca de 8 quilômetros de extensão;
- Avenida Brasil - Ligação alternativa marginal a Linha 10–Turquesa;
- Avenida Itapark - Ligação interbairros da região sudeste de Mauá, região do Itapark, antigo ramal ferroviário da pedreira;
- Avenida Presidente Castelo Branco - Principal ligação do Jardim Zaíra ao centro da cidade;
- Avenida Benedita Franco da Veiga - Principal ligação entre a cidade de Mauá ao Ramal Sapopemba, além de ligar bairros como o Jardim Feital,Itaussu,Jardim cruzeiro e Vila lIsboa.
- Avenida Dom José Gaspar - Ligação da área central da cidade de Mauá com os bairros da região oeste (Vila Assis Brasil, Jardim Anchieta, Jardim Camilla e Jardim Primavera) servindo como alternativa de ligação com o Polo Industrial Sertãozinho e Avenida Papa João XXIII.

### Cemitérios
A cidade de Mauá possui quatro cemitérios, sendo dois deles necrópoles municipais e dois necrópoles particulares.

#### Municipais
- Cemitério Santa Lídia é a maior necrópole e o mais tradicional de Mauá, inaugurado em 1965, recebeu esse nome (Lídia) em homenagem à mãe dos Prados.[36] Localizado no bairro Jardim Santa Lídia, fica próximo ao Centro da Cidade e é administrado pela Prefeitura Municipal de Mauá.
- Cemitério da Saudade Vila Vitória é considerado a menor necrópole de Mauá. Tomado na sua totalidade por túmulos de famílias da região, não disponibiliza espaço para sepultamentos provisórios. Localizado no bairro Vila Nossa Senhora das Vitórias, próximo ao centro, é um dos mais tradicionais da cidade e é administrado pela Prefeitura Municipal de Mauá.[37]

#### Particulares
- Cemitério Vale dos Pinheirais é uma Necrópole de propriedade particular, fundada em 1996.[38] Está localizado no bairro Jardim Primavera na Cidade de Mauá, Região Sul da Grande São Paulo, entre o município de Mauá e Ribeirão Pires, junto à uma enorme área verde nativa da mata atlântica, possui uma área de 132.000 m², totalmente tomado por gramados, com túmulos no estilo jardim, jazigos abaixo da terra com uma placa de identificação.[39]
- Cemitério Parque Grande ABC é uma Necrópole de propriedade particular localizado no bairro Vila Carlina, na Cidade de Mauá, Região Sul da Grande São Paulo, junto à uma enorme área verde nativa da mata atlântica.[40]

## Cultura e lazer
O Teatro Municipal Anselmo Haraldt Walendy é referência na região do ABC e recebe diversos artistas renomados da dramaturgia. Há um espaço nas dependências do Teatro que recebe diversificadas obras de artes de artistas da cidade. O Teatro fica localizado próximo ao centro de Mauá, na Vila Noêmia.
A memória e cultura da cidade é conservada no Museu Barão de Mauá, na Vila Guarani. O local possui rico acervo de fotografias, objetos e documentos relativos à história de Mauá e do Grande ABC, o local foi tombado pelo Condephaat como patrimônio histórico da cidade.
A Corporação Musical Lyra de Mauá ou Banda Lyra, como é conhecida, também compõe o quadro cultural da cidade. Fundada em 1934, quando Mauá ainda era um distrito de Santo André, a Banda Lyra é o mais antigo bem imaterial atuante. Foi tombada pelo Condephaat em 13 de julho de 2010 e coleciona inúmeros títulos em diversas categorias de campeonatos.

## Religião
O Cristianismo se faz presente na cidade da seguinte forma:

### Igreja Católica
- A igreja faz parte da Diocese de Santo André.[45]

### Igrejas Evangélicas
Entre as igrejas protestantes históricas, pentecostais e neopentecostais, encontram-se na cidade:
- Assembleia de Deus Ministério do Belém.[48][49]
- Congregação Cristã no Brasil.[50]